# Krivé hrabiny
Krivé hrabiny este o arie protejată (arie specială de conservare — SAC, sit de importanță comunitară — SCI) din Slovacia întinsă pe o suprafață de 83,04 ha, integral pe uscat.

## Localizare
Centrul sitului Krivé hrabiny este situat la coordonatele 48°01′30″N 18°22′54″E / 48.025°N 18.381667°E.

## Înființare
Situl Krivé hrabiny a fost declarat sit de importanță comunitară în aprilie 2004 pentru a proteja un număr necunoscut de specii din flora spontană și fauna sălbatică aflate în arealul zonei. Situl a fost protejat și ca arie specială de conservare în martie 2004.

## Biodiversitate
Situată în ecoregiunea panonică, aria protejată conține 3 habitate naturale: Păduri stepice euro-siberiene cu Quercus spp., Păduri panonice cu Quercus petraea și Carpinus betulus, Păduri panonice-balcanice de stejar turcesc - stejar sesil.
La baza desemnării sitului se află un număr nedeclarat de specii protejate.
Pe lângă speciile protejate, pe teritoriul sitului au mai fost identificate 2 specii de amfibieni, 3 specii de mamifere, 1 specie de reptile.